# ناصر العثمان
ناصر العثمان (14 يناير 1977) هو لاعب كرة قدم كويتي سابق كان يلعب في مركز الوسط. شارك مع منتخب الكويت. ولعب مع نادي السالمية، وفي أكتوبر 2007 أُعير إلى نادي التضامن الكويتي.
على الصعيد الشخصي احرز مع نادي السالميه جائزة أفضل لاعب في البطولة الخليجية السادسة عشر في جده عام 1999 وحصل مع نادي السالميه على بطوله الخرافي. وقد احرز بطولة الدوري مع السالميه مرتين كما احرز كأس الأمير وكأس ولي العهد مره لكل منهما ولعب مع منتخب الكويت لكرة القدم حتى عام 2004. وشارك مع المنتخب في كأس الخليج الرابعة عشر بالبحرين عام 1998 ولعب في بطولة كأس العرب بقطر عام 1998 وشارك أيضًا في كاس الخليج الخامسة عشر بالسعودية 2002. كان ضمن تشكيلة المنتخب في بطولة الاسياد في بانكوك عام 1998 وكان ضمن تشكيلة المنتخب في كأس آسيا في لبنان 2000 وقد لعب في بطولة غرب آسيا المقامة بالكويت 2002 وقد كان ضمن منتخب الكويت الأولمبي لكرة القدم في الألعاب الأولمبية الصيفية 2000 في سيدني.

## وصلات خارجية
- ناصر العثمان على موقع الاتحاد الدولي (مؤرشف)  (الإنجليزية)
- ناصر العثمان على موقع قاعدة بيانات كرة القدم.إي يو (الإنجليزية)
- ناصر العثمان على موقع ناشيونال فوتبول تيمز (الإنجليزية)
- ناصر العثمان على موقع أوليمبيديا (الإنجليزية)